# Leptostreptus fuscus
Leptostreptus fuscus är en mångfotingart som beskrevs av Carl Graf Attems 1936. Leptostreptus fuscus ingår i släktet Leptostreptus och familjen Harpagophoridae. Inga underarter finns listade i Catalogue of Life.